# Фажол (Лот)
Фажол (фр. Fajoles) насеље је и општина у јужној Француској у региону Миди Пирене, у департману Лот која припада префектури Гурдон.
По подацима из 2011. године у општини је живело 260 становника, а густина насељености је износила 28,95 становника/km². Општина се простире на површини од 8,98 km². Налази се на средњој надморској висини од 177 метара (максималној 213 m, а минималној 118 m).

## Демографија
| 1962. | 1968. | 1975. | 1982. | 1990. | 1999. | 2011. |
| ----- | ----- | ----- | ----- | ----- | ----- | ----- |
| 255   | 262   | 253   | 243   | 220   | 211   | 260   |

График промене броја становника у току последњих година